# Grand Prix Formule 1 van Duitsland 1953
De Grand Prix Formule 1 van Duitsland 1953 werd gehouden op 2 augustus op de Nordschleife van de Nürburgring in Nürburg. Het was de zevende race van het seizoen.

## Uitslag
| Pos. | Nr. | Coureur                        | Constructeur          | Rondes | Tijd / Oorzaak uitval | Grid | Punten |
| ---- | --- | ------------------------------ | --------------------- | ------ | --------------------- | ---- | ------ |
| 1    | 12  | Giuseppe Farina                | Ferrari               | 18     | 3:02:25.0             | 3    | 8      |
| 2    | 5   | Juan Manuel Fangio             | Maserati              | 18     | + 1:04.0              | 2    | 6      |
| 3    | 3   | Mike Hawthorn                  | Ferrari               | 18     | + 1:43.6              | 4    | 4      |
| 4    | 7   | Felice Bonetto                 | Maserati              | 18     | + 8:48.6              | 7    | 3      |
| 5    | 17  | Toulo de Graffenried           | Maserati              | 17     | + 1 Ronde             | 11   | 2      |
| 6    | 19  | Stirling Moss                  | Cooper-Alta           | 17     | + 1 Ronde             | 12   |        |
| 7    | 18  | Jacques Swaters                | Ferrari               | 17     | + 1 Ronde             | 19   |        |
| 8    | 1   | Alberto Ascari Luigi Villoresi | Ferrari               | 17     | + 1 Ronde             | 1    |        |
| 9    | 31  | Hans Herrmann                  | Veritas               | 17     | + 1 Ronde             | 14   |        |
| 10   | 20  | Louis Rosier                   | Ferrari               | 17     | + 1 Ronde             | 22   |        |
| 11   | 40  | Rodney Nuckey                  | Cooper-Bristol        | 16     | + 2 Rondes            | 20   |        |
| 12   | 24  | Theo Helfrich                  | Veritas               | 16     | + 2 Rondes            | 28   |        |
| 13   | 16  | Kenneth McAlpine               | Connaught-Lea-Francis | 16     | + 2 Rondes            | 16   |        |
| 14   | 36  | Rudolf Krause                  | BMW                   | 16     | + 2 Rondes            | 26   |        |
| 15   | 37  | Ernst Klodwig                  | BMW                   | 15     | + 3 Rondes            | 32   |        |
| 16   | 22  | Wolfgang Seidel                | Veritas               | 14     | + 4 Rondes            | 29   |        |
| DNF  | 4   | Luigi Villoresi Alberto Ascari | Ferrari               | 15     | Motor                 | 6    | 1S     |
| DNF  | 38  | Alan Brown                     | Cooper-Bristol        | 15     | Motor                 | 17   |        |
| DNF  | 8   | Onofre Marimon                 | Maserati              | 13     | Ophanging             | 8    |        |
| DNF  | 35  | Edgar Barth                    | EMW                   | 12     | Uitlaat               | 24   |        |
| DNF  | 12  | Johnny Claes                   | Connaught-Lea-Francis | 12     | Opgave                | 25   |        |
| DNF  | 26  | Oswald Karch                   | Veritas               | 10     | Opgave                | 34   |        |
| DNF  | 23  | Willi Heeks                    | Veritas               | 8      | Opgave                | 18   |        |
| DNF  | 9   | Jean Behra                     | Gordini               | 7      | Versnellingsbak       | 9    |        |
| DNF  | 11  | Harry Schell                   | Gordini               | 6      | Motor                 | 10   |        |
| DNF  | 14  | Prince Bira                    | Connaught-Lea-Francis | 6      | Ophanging             | 15   |        |
| DNF  | 28  | Theo Fitzau                    | AFM-BMW               | 3      | Opgave                | 21   |        |
| DNF  | 34  | Kurt Adolff                    | Ferrari               | 3      | Opgave                | 27   |        |
| DNF  | 41  | Karl-Günther Bechem            | AFM-BMW               | 2      | Opgave                | 30   |        |
| DNF  | 10  | Maurice Trintignant            | Gordini               | 1      | Differentieel         | 5    |        |
| DNF  | 15  | Roy Salvadori                  | Connaught-Lea-Francis | 1      | Motor                 | 13   |        |
| DNF  | 32  | Erwin Bauer                    | Veritas               | 1      | Opgave                | 33   |        |
| DNF  | 21  | Hans Stuck                     | AFM-Bristol           | 0      | Opgave                | 23   |        |
| DNF  | 30  | Ernst Loof                     | Veritas               | 0      | Benzinepomp           | 31   |        |

## Statistieken
| Pole-position | Alberto Ascari | Ferrari | 9:59.8 |
| Snelste ronde | Alberto Ascari | Ferrari | 9:56.0 |

## Noot
- Dit was het debuut voor de Duitse coureurs Hans Herrmann, Theo Fitzau, Edgar Barth, Kurt Adolff, Wolfgang Seidel, Ernst Loof, Erwin Bauer, Oswald Karch en Helm Glöckler en voor de Britse coureur Rodney Nuckey.
- Dit was de vijfde Grand Prix-winst voor Giuseppe Farina.
- Dit was de vijfde podiumplaats voor een Britse coureur.

1931 · 1932 · 1934 · 1935 · 1936 · 1937 · 1938 · 1939 · 1951 · 1952 · 1953 · 1954 · 1956 · 1957 · 1958 · 1959 · 1961 · 1962 · 1963 · 1964 · 1965 · 1966 · 1967 · 1968 · 1969 · 1970 · 1971 · 1972 · 1973 · 1974 · 1975 · 1976 · 1977 · 1978 · 1979 · 1980 · 1981 · 1982 · 1983 · 1984 · 1985 · 1986 · 1987 · 1988 · 1989 · 1990 · 1991 · 1992 · 1993 · 1994 · 1995 · 1996 · 1997 · 1998 · 1999 · 2000 · 2001 · 2002 · 2003 · 2004 · 2005 · 2006 · 2008 · 2009 · 2010 · 2011 · 2012 · 2013 · 2014 · 2016 · 2018 · 2019